# Maruja en el infierno
Maruja en el infierno é um filme peruano de 1983, do gênero drama, dirigido por Francisco José Lombardi, com roteiro de Edgardo Russo e José Watanabe baseado no romance No una, sino muchas muertes, do escritor peruano Enrique Congrains, publicado em 1957.
Foi selecionado como representante do Peru à edição do Oscar 1984, organizada pela Academia de Artes e Ciências Cinematográficas.[carece de fontes?]

## Elenco
- Juan Carlos Alarcón
- Oswaldo Fernández
- Manuel Rodríguez
- Elena Romero - Maruja
- Pablo Serra
- Elvira Travesí
- Julio Vega - Zambo Manuel
- Óscar Vega